# Benedetta Porcaroli

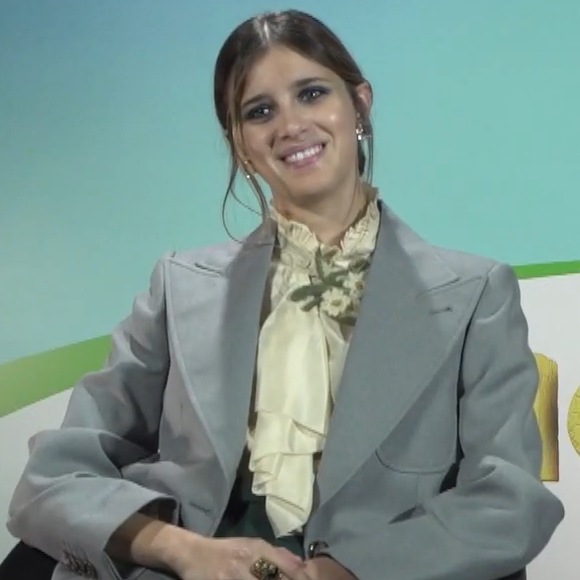
Benedetta Porcaroli, 2021

Benedetta Porcaroli (* 11. Juni 1998 in Rom) ist eine italienische Schauspielerin.

## Leben
Porcaroli wurde 1998 in Rom geboren und wuchs dort auch auf. Ihre Mutter arbeitet als Sekretärin im römischen Quirinalspalast, ihr Vater war Rechtsanwalt. Sie hat einen jüngeren Bruder. Seit ihrer Kindheit war sie Model für verschiedene Marken wie Subdued, Timberland, Fendi und Gucci.
Zum Schauspiel kam sie über einen Freund, der für sie ein Vorsprechen organisierte. Nach anfänglichem Widerstreben sprach sie für die Rai-1-Serie Tutto può succedere vor. Sie bekam die Rolle und unterschrieb einen Vierjahresvertrag. Daraufhin wechselte sie von der öffentlichen Schule auf eine Privatschule, um ihre Schauspielkarriere besser koordinieren zu können.
Porcaroli singt seit ihrer Kindheit. Sie besuchte vier Jahre lang ein Konservatorium, davon zwei Jahre lang als Solistin und zwei Jahre in einer Gesangsgruppe.
Von 2018 bis 2020 spielte sie in der Netflix-Serie Baby neben Alice Pagani die Hauptrolle der Chiara Altieri. Die Geschichte basiert lose auf einem Skandal, der 2014 in Italien Aufsehen erregt hatte, als öffentlich wurde, dass zwei italienische Schülerinnen eines Gymnasiums im römischen Wohnviertel Parioli als Prostituierte gearbeitet hatten.

## Filmografie (Auswahl)
- 2015–2018: Tutto può succedere (Fernsehserie, 41 Folgen)
- 2016: Perfetti sconosciuti
- 2018: Sconnessi
- 2018: Quanto basta
- 2018: Una vita spericolata
- 2018: Tutte le mie notti
- 2018: Die Toten von Turin (Non uccidere, Fernsehserie, Folge 2x17)
- 2018–2020: Baby (Fernsehserie, 18 Folgen)
- 2020: 18 geschenke (18 Regali)
- 2021: Die katholische Schule (La scuola cattolica)
- 2021: 7 donne e un mistero
- 2022: L’ombra del giorno
- 2022: Amanda
- 2022: Der Kolibri – Chronik einer Liebe (Il colibrì)
- 2023: Enea
- 2023: Il Vangelo secondo Maria
- 2024: Immaculate
- 2024: Der Leopard (Il gattopardo, Miniserie)